# Partaloa
Partaloa este o municipalitate din provincia Almería, Andaluzia, Spania, cu o populație de 391 locuitori.